# (4151) Alanhale
(4151) Alanhale est un astéroïde de la ceinture principale.

## Description
(4151) Alanhale est un astéroïde de la ceinture principale. Il fut découvert le 24 avril 1985 à l'Observatoire Palomar par Carolyn S. Shoemaker et Eugene M. Shoemaker. Il présente une orbite caractérisée par un demi-grand axe de 3,15 UA, une excentricité de 0,14 et une inclinaison de 1,0° par rapport à l'écliptique.

## Compléments